# Nosound
Nosound is een Italiaanse band, begonnen in 2002 in Rome. De muziek van Nosound is een mix van progressieve rock en ambient, gelijkend op no-man. De composities bestaan uit traag lang uitgesponnen melancholieke melodieën, vaak ingebed in de klanken van allerlei toetsinstrumenten. In 2011 had Erra een uitstapje met Tim Bowness, ze maakten onder de naam Memories of Machines het album Warm winter.
De band begon in 2002 als eenmansformatie van gitarist Giancarlo Erra, en groeide uit tot een band met meerdere leden.

## Discografie
- Sol29 (2005)
- Lightdark (2008)
- A sense of loss (2009)
- the northern religion of things (2011)
- afterthoughts (2013)
- Teide 2390 (2015) (live)
- Scintilla (2016)
- Allow yourself (2018)

En een aantal ep's en downloads.

## Videografie
- Sol29 Clip DVD (2005)
- The World is Outside DVD (2006)

## Bandleden
- Giancarlo Erra - Gitaar, vocals
- Paolo Vigliarolo - Gitaar
- Alessandro Luci - Basgitaar
- Giulio Caneponi - Percussie
- Marco Berni - Vocals, keyboard

### Oud-leden
- Paolo Martellacci - Vocals, keyboard
- Gigi Zito - Percussie
- Chris Maitland - Percussie
- Gabrele Savini - Gitaar
- Mario Damico - Drums